# もみあげ

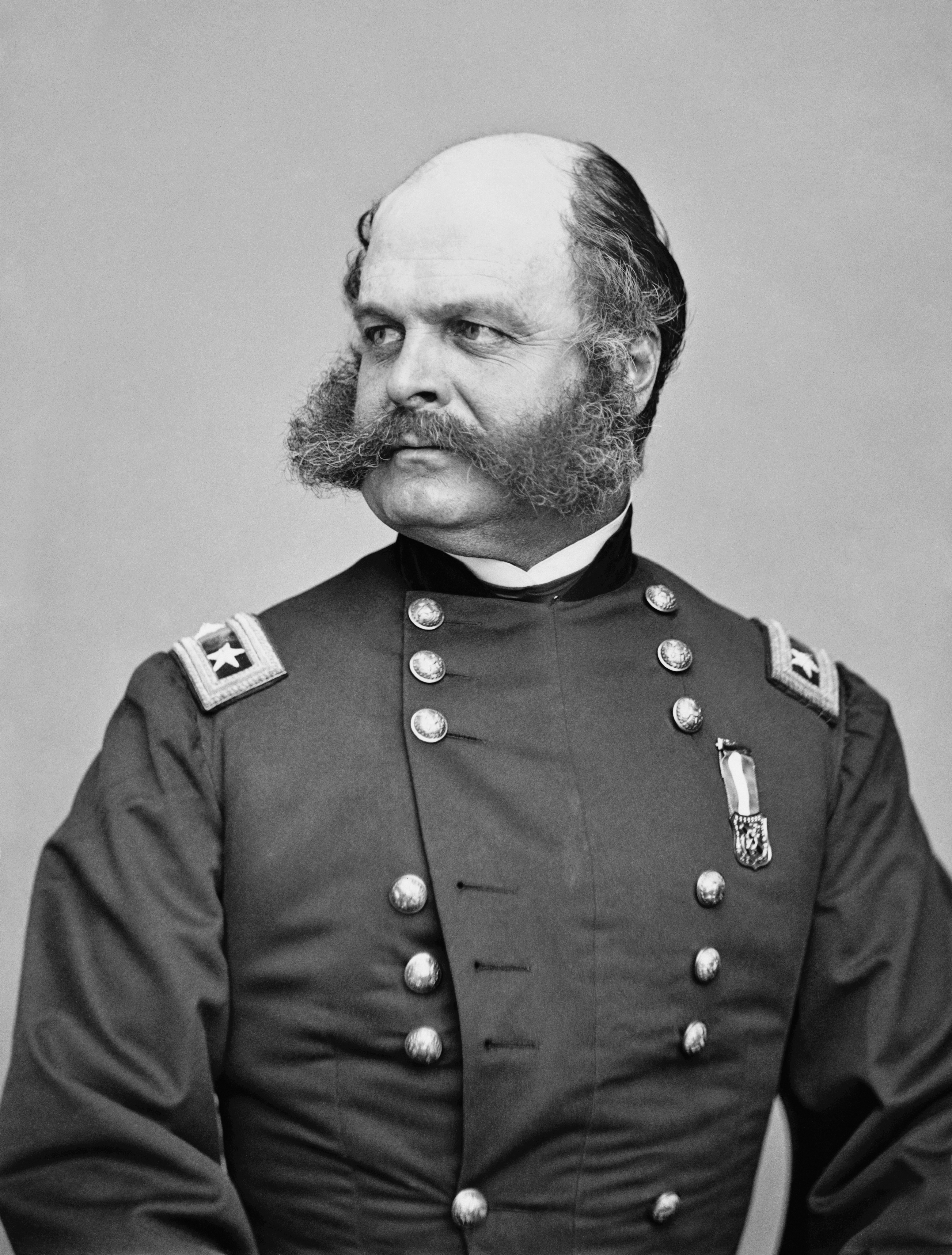
"sideburn" という単語の由来となったアンブローズ・バーンサイド将官 (写真)

もみあげとは、顔の横に生えた髪の毛の一部分のことであり、生え際から耳の下へと広がっている。揉み上げとも表記する。
なお、英語でもみあげをsideburnsと言うが、これはあごひげを生やしていない状態を指す。この"sideburns"という単語は"burnsides"が19世紀に崩れたものであり、"burnsides"は南北戦争で将官であったアンブローズ・バーンサイドにちなんでいる。彼は口髭とそれに繋がった濃いもみあげで有名であった。"burnsides"から"sideburns"に変わった理由は、おそらくもみあげが顔の横にあるからだと推察されている。

## もみあげの様々な種類

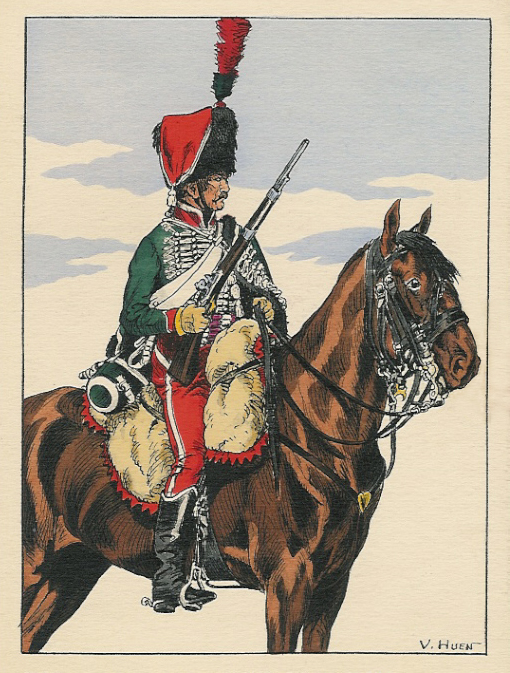
口ひげと耳の途中までもみあげを生やしたユサール騎兵, 1804

頭を刈り長いもみあげを生やしたメキシコの現地人や、長いもみあげを生やし、かつ、典型的にはもみあげの他に何も顔に毛を生やさないコロンビア人は、「バルカロタス」を生やしていると呼ばれる。今日ではめったに見かけないが、16世紀には男らしく見栄を張った印として高く評価されており、ヌエバ・エスパーニャでは植民当局によって禁止された結果、1692年の暴動に繋がった。

### イスラームの慣習
様々なハディースで、あご髭にはもみあげが含まれ、両方とも必要であると言われている。例えばen:Sunan Abu Dawood 33;4183には、「預言者は、頭の一部を刈り、一部を刈らずに残している少年を見た。預言者は、『すべて刈れ。でなければすべて刈らずに残せ。』と言ってそれを許さなかった。」とある。従って、en:ghair muqallidsやen:Salafis、en:Ahle Hadithなど、多くのタクリード（先人が定めたイスラム法の解釈を無条件に受け入れる派）ではないイスラム教徒、例えば特定宗派に属さないムスリム、サラフィー主義やアフル・アル・ハディースの人々は、あご髭を生やすことをムスリムの義務とみなす。これは、伝えられるところによるとサヒーフ・アル＝ブハーリーに由来する非イスラム教徒とは異なるということである。

## 歴史

### 西洋

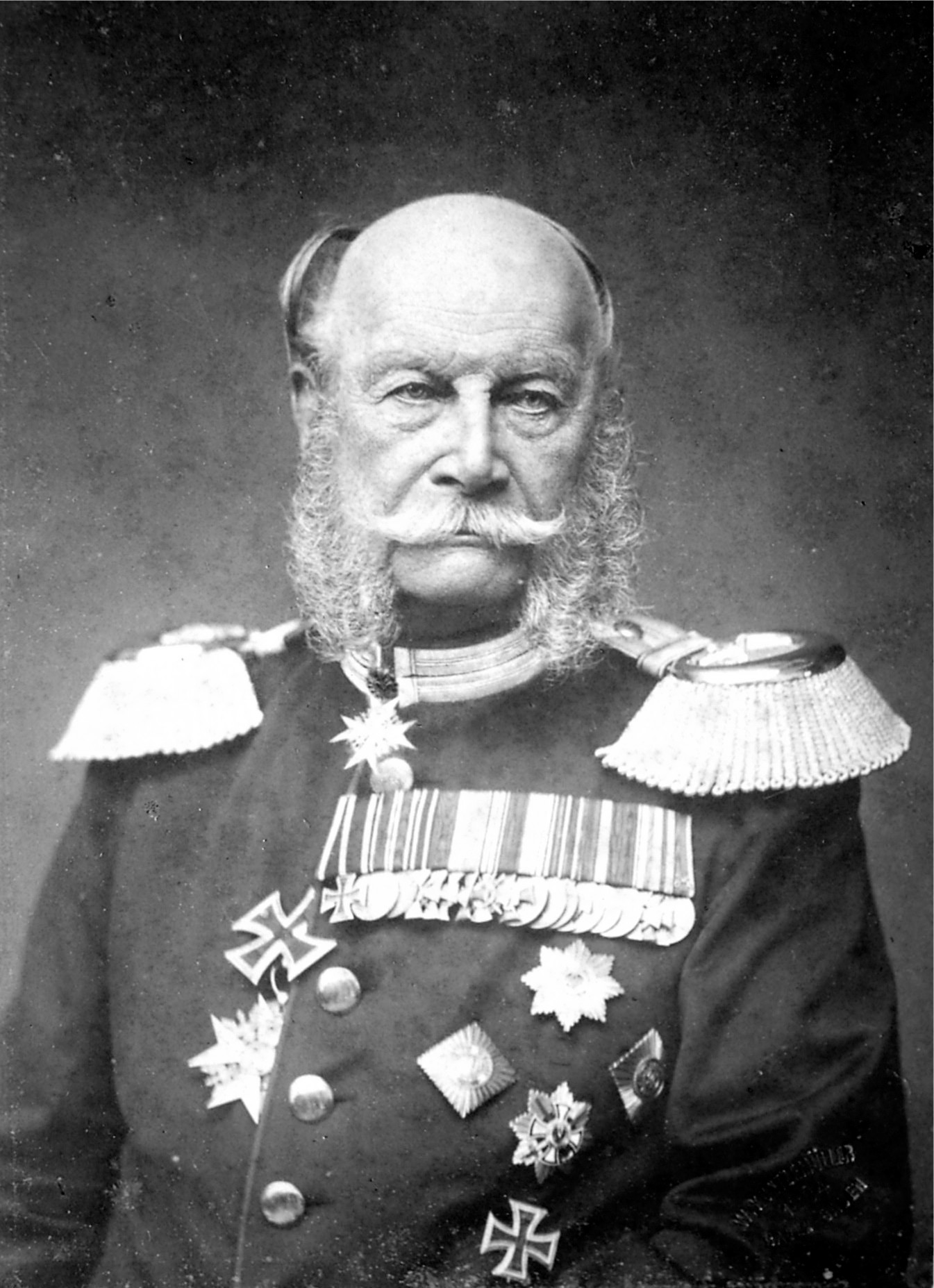
ドイツ皇帝ヴィルヘルム1世。目立つ大きなもみあげ。このひげをしばしば "ほおひげ"と呼ぶ。

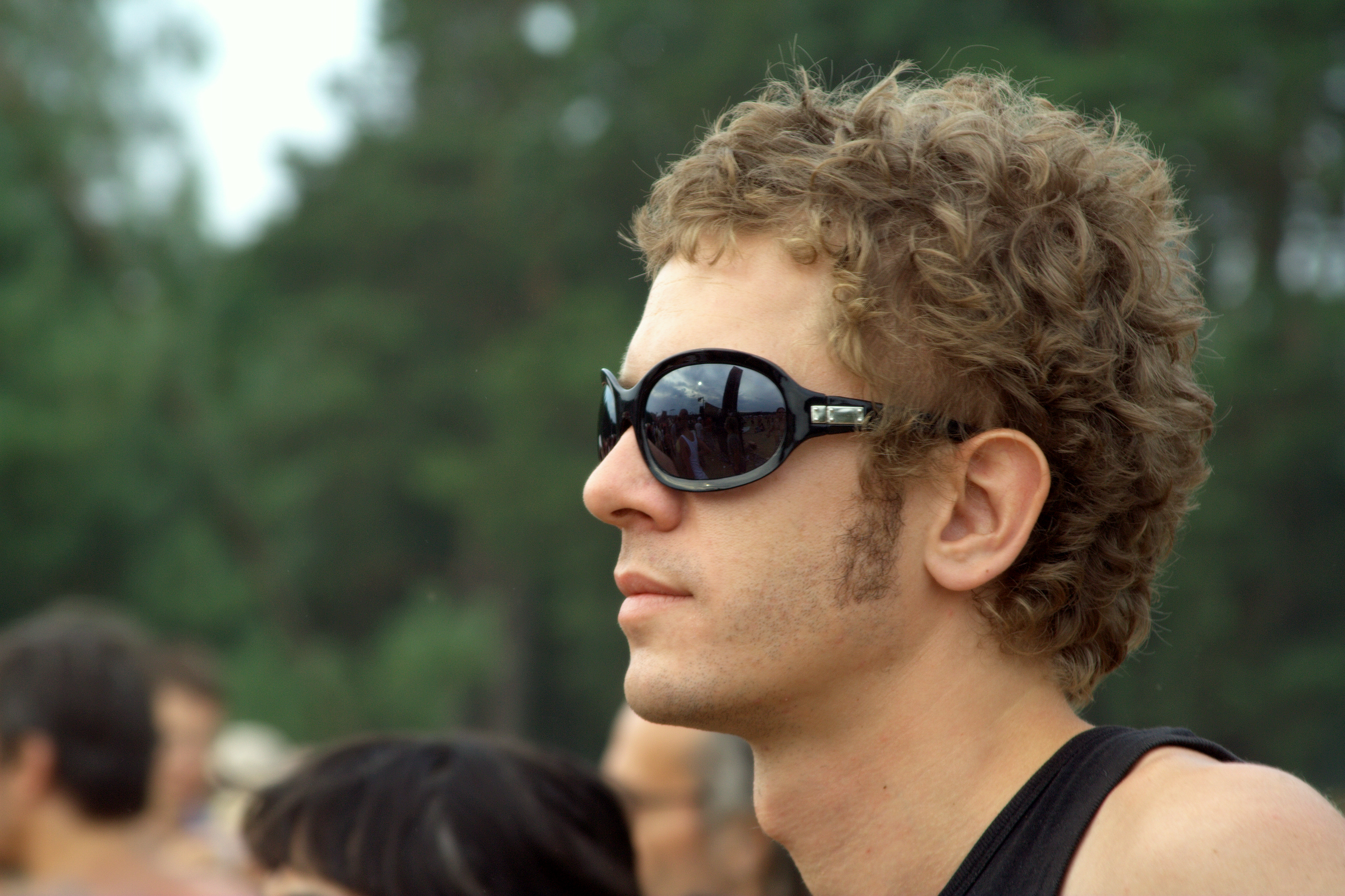
もみあげの長い男

古代を見ると、アレクサンダー大王はポンペイから出てきたモザイク画でもみあげが描かれていた。
18世紀には、ポーランドより西の地域のヨーロッパ人男性は例外なくあごひげをきれいに剃っていたが、続くナポレオン1世の時代には、あごひげのようなもみあげが流行り始めた。初めは軍人の間で流行った。この流行は結局、西洋ファッションの最初の波として明治時代の日本へと行き着いた。西欧における顔の毛の流行の再来は、軍の正装として始まった。ユサール連隊が見せびらかしていた英雄的もみあげに触発されたのが始まりであった。
ヨーロッパのファッションにならって、南米の若いクリオーリョがもみあげを取り入れた。ホセ・デ・サン＝マルティンやマヌエル・ベルグラーノ、アントニオ・ホセ・デ・スクレ、ベルナルド・オイギンス、ホセ・ミゲル・カレーラ、アントニオ・ナリーニョなどの、多くの南米の独立の英雄たちはもみあげを生やしており、その姿が数多くの絵や硬貨、紙幣に描かれた。
19世紀のもみあげはしばしば、今日見られるものよりもはるかに派手であった。それは現在ムートンチョップと呼ばれているものに似ていたが、それよりもかなり極端なものである。19世紀の文学で「ほおひげ」(side whiskers)と言われているものがそうであるが、これはあごの下まで伸びたもみあげのことである。
もみあげは20世紀初頭、あごひげと同じく急速に時代遅れとなっていった。例えば1936年、ヨットのクルージング中、フランクリン・ルーズベルト大統領が実験的に短期間もみあげを生やしてみたところ、妻エレノアに笑われた。また第一次世界大戦中はガスマスクの密閉を保障するために、ひげはきれいに剃らなければならなかった。ただし口ひげを剃る必要はなかった。
1950年代中頃、もみあげは再び流行し始めた。『乱暴者』(1953)ではマーロン・ブランドがもみあげを生やしていた。エルヴィス・プレスリーに駆り立てられて、"hoods"や"greasers"、"rockers"ら、アイビー・リーグにいることを拒絶する若者たちが、反抗的な後思春期の男らしさの象徴としてもみあげを誇示した。もみあげは、1960年代のヒッピー文化で普及することになる。1967年には、ニュージャージーの若者が公立高校の卒業式にもみあげを生やして出席しようとし、新聞で報道された。もみあげは60年代にはヒッピーと関連付けられたが、70年代には様々な人々の間で流行した。もみあげはまた、サンフランシスコやシドニーのゲイクラブの象徴になった。これらの雑多な歴史が理由で、もみあげは堅苦しいヴィクトリア朝な存在、または反抗の印、あるいは単に現在の流行の産物として見なされている。

### 日本
江戸時代初期の江戸の町には「かぶき者」と呼ばれる若者たちがおり、もみあげと口ひげを伸ばすのが流行した。もみあげについては鬢付け油（びんつけ油）でねじるスタイルが流行した。

## 名称と語源
もみあげは関西において「ちゃりげ」とも呼ばれる。
もみあげの語源は明確になっていない。「もみあげ」という語は大道寺友山の『落穂集』（1728年）に登場することが確認されている。